# Variationsmetode (kvantemekanik)
En variationsmetode er inden for kvantemekanikken en metode til at finde approksimative løsninger til Schrödinger-ligningen, når et system er for kompliceret til at blive løst eksakt. Variationsmetoden finder derfor stor anvendelse inden for kvantekemien, hvor den bruges til at regne på systemer med flere atomer.

## Generelt
Generelt handler variationsmetoden om at finde en løsning til den tidsuafhængig Schrödinger-ligning
{\displaystyle {\hat {H}}\left|\psi \right\rangle =E\left|\psi \right\rangle }
hvor {\displaystyle \left|\psi \right\rangle } er tilstanden - repræsenteret med en bølgefunktion - der ønskes fundet, mens {\displaystyle {\hat {H}}} er Hamilton-operatoren, der beskriver systemets kinetiske og potentielle energi, og {\displaystyle E} er systemets energi. Operatoren virker således på en tilstand, hvilket giver den samme tilstand gange en konstant. Den tidsuafhængige Schrödinger-ligning er altså en egenværdi-ligning.
Variationsmetoden starter med at gætte på en løsning {\displaystyle \left|{\tilde {\psi }}\right\rangle }. Da enhver bølgefunktion kan skrives som en kombination af de egentlige egentilstande {\displaystyle \left|\psi _{i}\right\rangle }, kan dette gæt altså også skrives sådan:
{\displaystyle \left|{\tilde {\psi }}\right\rangle =\sum _{i}c_{i}\left|\psi _{i}\right\rangle }
Forventningsværdien for energien er:
{\displaystyle E=\left\langle {\tilde {\psi }}\right|{\hat {H}}\left|{\tilde {\psi }}\right\rangle }
Skrevet med egentilstandene giver dette:
{\displaystyle E=\sum _{i}|c_{i}|^{2}E_{i}}
hvor {\displaystyle E_{i}} er energien for hver energitilstand, og det er anvendt, at egentilstandende er ortonormale.
{\displaystyle \left\langle \psi _{i}|\psi _{j}\right\rangle =\delta _{ij}}
Da et gennemsnit af de forskellige energitilstande aldrig kan blive mindre end den mindste energi {\displaystyle E_{0}}, må det gælde, at den gættede bølgefunktion altid giver en energi større end eller lig med grundtilstanden:
{\displaystyle E=\left\langle {\tilde {\psi }}\right|{\hat {H}}\left|{\tilde {\psi }}\right\rangle \geq E_{0}}
I variationsmetoden gælder det derfor om at variere bølgefunktionen, indtil den mindste energi er fundet. Derved findes en estimeret bølgefunktion for systemets grundtilstand samt en øvre grænse for grundtilstandsenergien.